# カラハリ地区
カラハリ地区（Kgalagadi District）は、ボツワナ南西部カラハリ砂漠南部の行政区。州都は南部のツァボン。2001年の国勢調査人口は42,049人。

## 地理
南部はカラハリ・トランスフロンティア公園に指定されている。
北にハンツィ地区、東にクウェネン地区、サザン地区、西にナミビアのオマヘケ州、ハルダプ州、南に南アフリカ共和国の北ケープ州、北西州と接する。
南回帰線がカラハリ地区を通る。

## 行政区画
北カラハリと南カラハリの2つのサブディストリクトに分けられ、ツァボンの他に多くの村がある。